# Wilhelm Fuchssteiner
Wilhelm Fuchssteiner (* 7. Juni 1908 in Bitburg; † 23. September 1982 in Darmstadt) war ein deutscher Bauingenieur.

## Biografie
Fuchssteiner ging in Jülich, Düren und Aachen zur Schule und studierte Bauingenieurwesen an der TH Danzig und an der RWTH Aachen mit dem Abschluss 1936. Noch als Student arbeitete er als Architekt und Ingenieur am Entwurf großer Flugzeughallen für ein Ingenieurbüro in Düsseldorf und leitete nach seinem Studium deren Zweigstelle in Bremen. 1942 eröffnete er ein eigenes Ingenieurbüro, in dem er im Zweiten Weltkrieg große Industriehallen plante (auch als Architekt). 1947 ging er zu Alfred Mehmel an das Institut für Massivbau der TH Darmstadt, an der er 1949 promovierte. Gleichzeitig wurde er Prüfingenieur. 1952 nahm er wieder seine beratende Ingenieurstätigkeit auf. 1955 habilitierte er sich in Darmstadt und lehrte an der Staatsbauschule Darmstadt.
Er veröffentlichte unter anderem über Schalentheorie und die Theorie des Stahlbetons, wobei er vielfach kritische Töne einschlug. Grundsätzlich kritisierte er die zunehmende Regelung und dass die Arbeit des Bauingenieurs zu dem eines bloßen Rechners verkomme. Er selbst zog ein intuitives Vorgehen vor mit minimalem Aufwand an statischen Berechnungen. Seine streitbare Kritik fand Aufmerksamkeit bei vielen Ingenieuren, aber nicht nur Zustimmung. 1954 kritisierte er die Anwendung der Theorie der Bogenscheibe auf Dreigelenk-Bogenbrücken aus Stahlbeton durch Hermann Bay.
Zu seinen größten Schalenbauten zählen das Dunlop-Fertigwarenlager in Hanau und die Gemüse-Großmarkthalle in Berlin.

## Schriften
- Die freitragende Wendeltreppe, Beton- und Stahlbetonbau, 1954, Heft 1, S. 15
- Kreiszylinderschalen. Die elementare Behandlung der Kämpferrandstörungen, Beton- und Stahlbetonbau, 1955, Heft 5, S. 131
- Torsion oder Drillung ?, Beton- und Stahlbetonbau, 1955, Heft 7, S. 192
- Drei- und zweiseitig gelagerte Platten, Beton- und Stahlbetonbau, 1955, Heft 9. S. 240
- Allgemeine Schalengrundgleichungen, Beton- und Stahlbetonbau, 1956, Heft 7, S. 145
- Zur Sicherung dünner Fundamentplatten gegen Durchstanzung, Beton- und Stahlbetonbau, 1958, Heft 10, S. 256
- mit A. Schader: Einige neuere Schalenbauten mit besonderer Betrachtung ihrer wirtschaftlichen Ausführung, Beton- und Stahlbetonbau, 1959, Heft 5, S. 109
- Eine Biegetheorie der eckaufgelagerten Klostergewölbe, Beton- und Stahlbetonbau,  1964, Heft 2, S. 25
- mit O. Olsen: Gedanken über das Durchstanzen. Folgen Risse den Trajektorien ?, Beton- und Stahlbetonbau, 1980, Heft 7, S. 163